# یاسین رحمونی
یاسین رحمونی (انگلیسی: Yessin Rahmouni؛ زادهٔ ۲ اکتبر ۱۹۸۴) سوارکار اهل مراکش است. وی در بازی‌های المپیک تابستانی ۲۰۱۲ شرکت کرده‌است.